# Michel Grant
Pour les articles homonymes, voir Grant.
Michel Grant est un scénariste et dessinateur québécois de bande dessinée né en 1960.

## Biographie
Michel Grant touche d’abord le cinéma, la sérigraphie et le dessin animé. En 1989, il crée des BD publicitaires, des scénarimages et des illustrations pour les agences jusqu’au début du millénaire. Il s’oriente alors vers le dessin de manuels scolaires.
Entretemps, il fonde en 1997 sa maison d’édition aujourd’hui nommée Québédé et lance Ti-Guy, un héros d’aventures humoristiques pour la jeunesse. Une série destinée à un plus large public paraît en 2012 : Mots dits jeux de mots, série axée sur les calembours et les mots d’esprit.
En 2013, il participe au développement de concepts pour Les créations Tristan Demers. Michel Grant collabore depuis ce temps sur différents projets en tant que scénariste et dessinateur.
Parallèlement à cette activité, il anime depuis 2002 des ateliers de BD un peu partout au Québec et au Canada français. Il visite les écoles et les bibliothèques et présente des ateliers pour tous les groupes d’âge.

## Œuvres

### Bande dessinée
- Ti-Guy, tome 1 : Marché aux puces, Québédé 1997 (texte et dessin)

- Ti-Guy, tome 2 : L’oasis de la couronne, Québédé, 2004 (texte et dessin)

- Mots dits jeux de mots!, tome 1, Québédé, 2012 (texte et dessin)

- Gargouille, tome 1 : S.O.S. autruches, Michel Quintin, 2018 (texte)

- Gargouille, tome 4 : Frissons à Givreville, Michel Quintin, 2020 (texte)

### Périodiques et livres
- Zine-Zag[1], 1998

- Dessiner c’est facile!  tome 1, La Bagnole, 2016 (dessin)

- Dessiner c’est facile!  tome 2, La Bagnole, 2019 (dessin)

- Dessiner c’est facile!  tome 3, La Bagnole, 2020 (dessin)
- Dessiner c’est facile!  tome 4, La Bagnole, 2023 (dessin)

- Dessiner c’est facile! à Noël, La Bagnole, 2021 (dessin)

### Jeu de société
- Zoom sur l’anglais / Zoom on french, Éditions Total - Québécor Média, 2002 (dessin)

### Filmographie
- Obélix Coke Diète, Land before time, Dans le ventre du dragon, publicités diverses pour Les productions Pascal Blais, 1983, 1988, 1989 (layoutiste 2D)

- Papyrus, Motion, 1999 (layoutiste 2D)

- Série du Peuple de François Pérusse, Post-Scriptum, 2000 (layoutiste 2D)

- Sacré Andy, Ciné-Groupe, 2001 (layoutiste 2D)

- Mona la Vampire,Cinar, 2001 (layoutiste 2D)

### Télévision
- Dessinatruc, Productions Attraction Images pour Radio-Canada, 2013 (collaborateur au contenu)

### Expositions
- 1997 : Marché aux puces, planches de l’album exposées à l’Inspecteur Épingle à Montréal par les éditions B’Artbo (devenues éditions Québédé)

- 2009 : Bobigny 1959 pour Les 50 ans d'Astérix et d'Obélix : un hommage, XXIIe Festival de la bande dessinée francophone de Québec

- 2017 : Beaux cent dessins, bandes dessinés et illustrations exposées à la salle des Habitants de L’Islet par la CACLI (Corporation des Arts et de la Culture de L’Islet)

### Distinction
- 2012 : Prix littéraire Philippe-Aubert-de-Gaspé décerné au Salon du livre de la Côte-du-Sud à Saint-Jean-Port-Joli